# Глибочі
Глибочі, Глибочий — струмок в Україні у Самбірському районі Львівської області. Ліва притока річки Черхавки (басейн Дністра).

## Опис
Довжина струмка приблизно 4,30 км, найкоротша відстань між витоком і гирлом — 3,96  км, коефіцієнт звивистості річки — 1,09 . Формується декількома струмками та загатою.

## Розташування
Бере початок на північно-східних схилах безіменної гори (368,7 м). Тече переважно на південний схід через південно-східну околицю села Глибоч і впадає у річку Черхавку, ліву притоку річки Бистриці Тисменицької.

## Цікаві факти
- Від витоку струмка на західній стороні на відстані приблизно 301 м пролягає автошлях Т 1415[2] (автомобільний шлях територіального значення у Львівській області. Проходить територією Мостиського, Самбірського та Дрогобицького районів через Мостиська — Самбір — Борислав. Загальна довжина — 67,2 км.).